# Péninsule de Kocaeli
Pour les articles homonymes, voir Kocaeli.
La péninsule de Kocaeli, en turc Kocaeli Yarımadası, est une péninsule de Turquie reliée à l'est à l'Anatolie et baignée au nord par la mer Noire, au sud par la mer de Marmara et à l'ouest par le détroit du Bosphore qui la sépare de la Thrace orientale.

## Géographie
Cette péninsule, longue d'environ 90 kilomètres pour 40 kilomètres de largeur, pendant asiatique de l'européenne péninsule de Çatalca, est une des zones les plus peuplées, actives, industrielles et riches de la région de Marmara et de Turquie. Elle forme un tiers de la métropole d'Istanbul, la province de Kocaeli (Izmit). 

## Histoire
Dans l'Antiquité, la région est habitée par les Bithyniens, les Phrygiens, les Galates. Hannibal Barca y meurt en 183 sous le règne de Prusias Ier ; son tombeau se trouverait à Dilovası ou Gebze. Elle est province romaine sous le nom de Bithynie et Pont avec pour capitale Nicomédie, aujourd'hui Izmit, et comportant les villes ou colonies de Chalcédoine et Chrysopolis (Üsküdar). 
Elle a ensuite été province byzantine puis ottomane. Elle était connue jusqu'au XXe siècle sous le nom de Mesothynia (en grec Μεσοθυνία, soit la « Moyenne Thynie ») du nom d'une tribu thrace, les Thyniens.